# 1873年の相撲
1873年の相撲（1873ねんのすもう）は、1873年の相撲関係のできごとについて述べる。

## できごと
東京相撲の幕内高砂浦五郎が相撲会所の改革運動を起こして年寄衆と対立、冬場所の番付から高砂傘下の力士が除名された。以降、高砂らは「改正組」を結成、独自の興行を始める。

## 興行
- 4月場所（東京相撲）[2]
  - 興行場所:本所回向院
  - 4月23日より晴天10日間興行
- 7月場所（大阪相撲）[3]
  - 興行場所:難波新地
- 12月場所（東京相撲）[4]
  - 興行場所:本所回向院
  - 12月3日より晴天10日間興行

## 誕生
- 9月4日 - 10代木村玉之助（元・立行司、所属：中村部屋、+ 1938年【昭和13年】）
- 10月25日 - 高見山酉之助（最高位：関脇、所属：高砂部屋、+ 1924年【大正13年】）[5]

## 死去
- 5月13日 - 照ヶ嶽光右エ門（最高位：前頭2枚目、所属：宮城野部屋→追手風部屋→雷部屋→追手風部屋、* 1828年【文政11年】）